# 604. grenadirski polk (Wehrmacht)
604. grenadirski polk (izvirno nemško 604. Grenadier-Regiment; kratica 604. GR) je bil pehotni polk Heera v času druge svetovne vojne.